# 伊原剛志
伊原 剛志（いはら つよし、本名：伊原 剛〈読み同じ〉、日本の俳優。舞プロモーション所属。1990年に女優・相築あきこと結婚し2人の男児をもうけるが2000年に離婚。2001年に一般女性と再婚し、三男が誕生した。在日韓国人三世で後に日本に帰化している

## 来歴・人物
1963年11月6日、福岡県北九州市に生まれる。4歳の頃、大阪府大阪市生野区へ移り住む。大阪府立今宮高等学校卒業。
5人兄弟姉妹の長男で、弟と妹が2人ずついる。末っ子は16歳下である。
1982年、ジャパンアクションクラブに入団。1983年、舞台『真夜中のパーティ』で俳優デビュー。
1992年、お好み焼き店を起業した。
1996年の『ふたりっ子』で、2度目となるNHK連続テレビ小説出演。ヒロインの幼なじみ役を演じ、全国的な知名度を得る。
2006年の映画『硫黄島からの手紙』では西竹一を演じた。
2012年にはブラジル映画『汚れた心』での演技により、第15回プンタデルエステ国際映画祭の主演男優賞を受賞する。
2014年4月期、『トクボウ 警察庁特殊防犯課』で連続テレビドラマに初主演。
2015年、「COTTON USA AWARD 2015」を受賞。
2016年、桂雀々に弟子入り。雀々や剛々の高座名で落語家デビューした。
2020年2月4日、YouTubeに公式チャンネル「IHARA Channel」を開設。
2024年12月、1歳上の俳優・川平慈英と、漫才コンビ「なにわシーサー's」を結成（なにわの“つよっさん” ボケ担当）。

## 出演

### テレビドラマ
- 服部半蔵 影の軍団シリーズ（1985年、関西テレビ） - 善九 役
  - 影の軍団 幕末編
- 大河ドラマ（NHK）
  - 武田信玄（1988年） - 織田信行 役
  - 新選組!（2004年） - 佐々木只三郎 役
  - 花燃ゆ（2015年） - 坂本龍馬 役
- 花へんろ・風の昭和日記 第三章（1988年、NHK）
- 火曜サスペンス劇場（日本テレビ系）
  - 女の中の風（1988年、東映）
  - 幸福な朝食（1988年12月、NTV映像センター）
  - 火刑都市（1989年4月） - 菱田（日高源一） 役
  - 不在証明（1991年11月、近代映画協会）
  - 99%の誘拐（1992年3月）
  - となりの女（1996年9月3日） - 谷口玄一 役[18]
- 男と女のミステリー「安川刑事シリーズ 少女あみの反乱」（1989年2月3日、フジテレビ）
- 水曜グランドロマン「九時まで待って」（1989年11月1日、日本テレビ系）
- オイシーのが好き!（1989年、TBS）
- ドラマチック22「渋谷青春坂・ラブホテル」（1990年2月17日、TBS） - 島田高志 役[19]
- 連続テレビ小説（NHK）
  - 京、ふたり（1990年） - 田代守 役
  - ふたりっ子（1996年） - 黒岩政夫 役
  - 花子とアン（2014年） - 安東吉平 役
- 松本清張作家活動40年記念・砂の器（1991年、テレビ朝日） - 吉村弘 役
- 愛はどうだ（1992年、TBS）
- ニュースなあいつ（1992年、よみうりテレビ）
- もう涙は見せない （1993年、フジテレビ） - 春日克巳 役
- ドラマ新銀河（NHK）
  - 青空にちんどん（1994年） - 星山徹 役
- 17才-at seventeen- （1994年、フジテレビ） - マスター（松岡） 役
- オンリー・ユー〜愛されて〜（1996年、よみうりテレビ） - 斉藤敬之 役
- 土曜ワイド劇場　死体を置いていかないで　（1996年、テレビ朝日）- 貝塚将人 役
- 御家人斬九郎 第2シリーズ 第5話「雲隠れ」（1997年、フジテレビ / 映像京都） - 川添小平太 役
- シングルス（1997年10月14日 - 12月16日、フジテレビ） - 矢野一志 役
- 冷たい月（1998年、よみうりテレビ） - 森下万作 役
- 剣客商売 第1シリーズ 第3話 まゆ墨の金ちゃん（1998年、フジテレビ） - 三浦金太郎 役
- 金曜日の恋人たちへ（2000年、TBS） - 岸本拓美 役
- 一絃の琴（2000年、NHK） - 須崎辰之進 役
- 生きるための情熱としての殺人（2001年、テレビ朝日） - 杉山隆生 役
- 九龍で会いましょう（2002年、テレビ朝日） - 赤沢公介 役
- こちら本池上署（2002年、TBS） - 堂上洸一 役
- 壬生義士伝〜新選組で一番強かった男（2002年、テレビ東京） - 土方歳三 役
- 恋は戦い!（2003年、テレビ朝日） - 芥川圭介 役
- 忠臣蔵〜決断の時 （2003年、テレビ東京） - 堀部安兵衛 役
- スカイハイ2（2004年、テレビ朝日系）
- ラストクリスマス（2004年、フジテレビ） - 新谷伍郎 役
- 特命係長 只野仁2ndシーズン 第14話 侍（2005年1月28日、テレビ朝日） - 村上浩司 役
- 曲がり角の彼女（2005年、関西テレビ） - 堀内正光 役
- 幸せになりたい!（2005年、TBS） - 佐久間裕也 役
- 恋の時間（2005年、TBS） - 塩田悟志 役
- 終戦六十年スペシャルドラマ 火垂るの墓（2005年11月1日、日本テレビ） - 澤野源造 役
- 黒い太陽（2006年、テレビ朝日） - 藤堂猛 役
- 女帝（2007年、朝日放送） - 尾上雄一郎 役
- チーム・バチスタの栄光（2008年、関西テレビ） - 桐生恭一 役
- 252 生存者あり episode.ZERO（2008年12月5日、日本テレビ） - 大野大介 役
- 警視庁継続捜査班（2010年、テレビ朝日） - 新田明彦 役
- グッドライフ〜ありがとう、パパ。さよなら〜（2011年、関西テレビ） - 円山湊人 役
- はつ恋[20]（2012年、NHK、ドラマ10） - 三島匡 役
- 天の方舟（2012年 - 2013年、WOWOW） - 宮里一樹 役
- トクボウ 警察庁特殊防犯課（2014年、読売テレビ） - 主演・朝倉草平 役
- 医師たちの恋愛事情（2015年、フジテレビ） - 仁志祐介
- 水曜ミステリー9 犯罪科学分析室 電子の標的（2015年5月13日、テレビ東京） - 主演・藤江康央 役
- カッコウの卵は誰のもの（2016年、WOWOW） - 緋田宏昌 役[21]
- ヤッさん〜築地発! おいしい事件簿〜（2016年、テレビ東京） - 主演・ヤッさん 役[22]
- 誘拐ミステリー超傑作 法月綸太郎 一の悲劇（2016年9月23日、フジテレビ） - 山倉史朗 役[23]
- 炎の経営者（2017年3月19日、フジテレビ） - 主演　谷田部泰三 役
- 後妻業（2019年1月22日 - 3月19日、カンテレ・フジテレビ系） - 本多芳則 役
- 真相は耳の中（2022年10月22日 - 12月24日、テレビ東京） - 主演・今井譲治 役[24]
- イグナイト -法の無法者- 第8話（2025年6月6日、TBS） - 船木研二 役[25]

### 映画
- コータローまかりとおる!（1984年） - 砂土屋峻平 役
- バカヤロー! 私、怒ってます 第一話「食べてどこがいけないの?」（1988年、光和インターナショナル・松竹） - 沼山和樹 役
- 病院へ行こう（1990年、東映） - 韮崎 役
- 香港パラダイス（1990年、東宝） - 安東 役
- 女がいちばん似合う職業（1990年、アルゴプロジェクト） - 束田文夫 役
- 代打教師 秋葉、真剣です!（1991年、東映・日本テレビ） - 辻正美 役
- JINGI 仁義（1991年、東映） -主演・神林仁 役
- 修羅の帝王（1994年、ヒーロー） - 直江篤彦 役
- 四姉妹物語（1995年、江崎グリコ） - 沖田淳 役
- ガメラ 大怪獣空中決戦（1995年、大映） - 主演・米森良成 役
- あぶない刑事リターンズ（1996年、日本テレビ・東映） - 柊誠 役
- ヒロイン!（1998年、大映） - 大橋蔵之介 役
- DRUG（2001年、青少年育成国民会議） - 倉田政志 役
- みんなのいえ（2001年、フジテレビ・東宝） - 荒川Jr. 役
- 新仁義なき戦い 謀殺（2003年、東映） - 柘植直巳 役
- 半落ち（2004年、東映） - 佐瀬銛男 役
- ヒナゴン（2005年、ビデオプランニング） - 主演・イッちゃん 役
- 硫黄島からの手紙（2006年、ワーナー・ブラザース） - 西竹一中佐 役
- 叫（2006年、ザナドゥー／エイベックス・エンタテインメント／ファントム・フィルム） - 宮地徹 役
- ヒートアイランド（2007年、ザナドゥー） - 柿沢 役
- 銀幕版 スシ王子! 〜ニューヨークへ行く〜（2008年、ワーナー・ブラザース映画） - ハルキ / ミスター・リン 役
- 築地魚河岸三代目（2008年、松竹） - 英二 役
- なくもんか（2009年、東宝） - 下井草健太 役
- NINJA（2009年）アメリカ作品
- 十三人の刺客（2010年、東宝） - 平山九十郎 役
- 汚れた心（2011年、ブラジル映画） - 主演・タカハシ 役
- 愛と誠（2012年、角川映画／東映） - 座王権太 役
- BRAVE HEARTS 海猿（2012年、東宝） - 嶋一彦 役
- たとえば檸檬（2012年、ドッグシュガームービーズ） - 河内 役
- 相棒 -劇場版III- 巨大密室! 特命係 絶海の孤島へ（2014年、東映） - 神室司 役
- 超高速!参勤交代（2014年、松竹） - 雲隠段蔵 役
- ストレイヤーズ・クロニクル（2015年、ワーナー・ブラザース映画） - 渡瀬浩一郎 役
- ラスト・ナイツ（2015年、ハリウッド映画） - イトー 役
- 超高速!参勤交代 リターンズ（2016年、松竹） - 雲隠段蔵 役
- 家族の日 （2016年、花三） - 主演・君原信介 役
- ある船頭の話（2019年、キノフィルムズ、木下グループ） - 建築関係の男 役
- 劇場版シグナル 長期未解決事件捜査班（2021年、東宝） - 青木潤基 役
- 不思議の国のシドニ (2024、ギャガ) - 溝口健三 役[26]
- ら・かんぱねら（2025、京映アーツ） -  主演・徳田時生 役

### ウェブドラマ
- 全裸監督2（2021年6月24日 全話配信、Netflix） - 海野晃一 役

### オーディオドラマ
- BATMAN 葬られた真実（2022年、Spotify） - トーマス・ウェイン 役[27]

### ビデオ用作品
- カラス（1995年、東映ビデオ）

### 舞台
- ゆかいな海賊大冒険 （1984年、新宿コマ劇場） - ダブルキャストB
- 第V回JAC公演 We Love JAC （1986年）
  - 上記他のJAC公演にも出演。
- 真夜中のパーティー （1991年) - ドナルド
- 香港ラプソディー （1993年、宮本亜門演出）
- ダア!ダア!ダア! （1993年）
- 彦馬がゆく （2002年）
- 阿修羅城の瞳 BLOOD GETS IN YOUR EYES （2003年) - 安倍邪空
- 浪人街 （2004年）
- カーテンコール （2005年）
- shuffle （2005年）
- ガス人間第一号 (2009年)
- リア王の悲劇（2024年） - グロスター伯爵[28]
- アリババ・愛の乞食（2025年）[29]

### ドキュメンタリー
- アクションスターはこうして作る！！ -汗と涙の特訓合宿- (1985年、日本テレビ)

### その他
- ハイビジョンスペシャル「味覚の迷宮　韓国　情熱のキムジャン」　2001年（NHKハイビジョン放送（BShi））
- ハイビジョンスペシャル「 世界の山岳鉄道 〜列車は天空をめざす〜 走れ 大峡谷を縫って 〜中国 成昆鉄道1100キロ〜」2001年（NHKハイビジョン放送（BShi））  再構成の上での再放送　2020年4月24日　プレミアムカフェ 走れ 大峡谷を縫って〜中国・成昆鉄道〜（2001年）（NHK BSプレミアム）

### CM
- ハウス『特選本香り　生わさび』
- コカ・コーラ『I Feel Coke』(1987年)
- UCC 『THE COFFEE』（1989年）
- 花王 『クリアクリーン』（1990年、新発売時）
- ANA 『チェックインカウンター篇』『機内篇』
- 月桂冠 『すべて米の酒』 （2006年9月 - ）
- トヨタ自動車 『ヴァンガード』（2007年-2010年）
- 興和 『コルゲンコーワIB透明カプセル』（2007年）
- 興和『コルゲンコーワ鼻炎ソフトミニカプセル』（2008年）
- 牛角『トーク編』（2009年11月24日 - ）

## 著書
- 志して候う（2006年、アメーバブックス）ISBN 4-344-990226

## 受賞歴
2022年
- 第39回ベストジーニスト 協議会選出部門